# Serie A1 1967/68
Die Saison 1967/68 war die 34. Spielzeit der Serie A1, der höchsten italienischen Eishockeyspielklasse. Meister wurde zum insgesamt zehnten Mal in der Vereinsgeschichte SG Cortina.

## Modus
Die vier Mannschaften absolvierten zunächst eine gemeinsame Hauptrunde. Die beiden Erstplatzierten qualifizierten sich schließlich für das Meisterschaftsfinale. Für einen Sieg erhielt jede Mannschaft zwei Punkte, bei einem Unentschieden gab es einen Punkt und bei einer Niederlage null Punkte.

## Hauptrunde
|    | Klub              | Sp | S | U | N | Tore  | Punkte |
| -- | ----------------- | -- | - | - | - | ----- | ------ |
| 1. | SG Cortina        | 8  | 7 | 0 | 1 | 37:11 | 14     |
| 2. | Diavoli HC Milano | 8  | 7 | 0 | 1 | 42:21 | 14     |
| 3. | HC Gröden         | 8  | 4 | 0 | 4 | 35:36 | 8      |
| 4. | HC Bozen          | 8  | 2 | 0 | 6 | 17:28 | 4      |
| 5. | HC Torino         | 8  | 0 | 0 | 8 | 17:52 | 0      |

Sp = Spiele, S = Siege, U = Unentschieden, N = Niederlagen

## Finalrunde
Der HC Gröden wurde nach Ende der Hauptrunde vom Finale ausgeschlossen, da er zu oft zu Spielen nicht angetreten war und diese durch den Verband gewertet werden mussten. Die Finalrunde wurde daher auf zwei Teams reduziert. Da beide Spiele mit einem Auswärtssieg endeten, wurde eine Entscheidungsspiel auf neutralem Boden (in Bozen) ausgetragen.
| 25. Februar 1968 | SG Cortina | 1:2 | Diavoli HC Milano | Cortina |

| 7. März 1968 | Diavoli HC Milano | 0:3 | SG Cortina | Mailand |

| 16. März 1968 | SG Cortina Bruno Ghedina (2×) Gianfranco Da Rin (2×) Enrico Benedetti Ruggero Savaris Ivo Ghezze | 7:5 (2:1, 2:2, 3:2) | Diavoli HC Milano Pat Adair (2×) Andrea Lusena | Bozen Zuschauer: 4.000 |

## Meistermannschaft
Franco Alverà – Enrico Benedetti – Paolo Bernardi – Giovanni Costantini – Alberto Da Rin – Gianfranco Da Rin – Bruno Frison – Bruno Ghedina – Giuseppe Lorenzi – Giovanni Mastel – Remigio Morocutti – Ruggero Savaris – Italo Scuderi – Jack Siemon – Giulio Verocai

## Beste Torschützen
1. Pat Adair (Diavoli HC) 15 Tore
2. Alberto Da Rin (SG Cortina) 9 Tore
3. Bruno Ghedina (SG Cortina) 8 Tore
4. Ruggero Savaris (SG Cortina) 6 Tore
5. Bryan Whittal (HC Torino) 4 Tore

Renato De Toni (Diavoli HC) 4 Tore
Giorgio Rigamonti (HC Torino) 4 Tore
Enrico Benedetti (SG Cortina) 4 Tore